# Liste der Monuments historiques in Le Gua (Charente-Maritime)
Die Liste der Monuments historiques in Le Gua (Charente-Maritime) führt die Monuments historiques in der französischen Gemeinde Le Gua auf.

## Liste der Bauwerke
| Bezeichnung       | Beschreibung              | Standort | Kennzeichnung | Schutzstatus | Datum | Bild           |
| ----------------- | ------------------------- | -------- | ------------- | ------------ | ----- | -------------- |
| Kirche St-Laurent | Erbaut im 12. Jahrhundert | (Lage)   | PA00104706    | Classé       | 1951  | weitere Bilder |

## Liste der Objekte

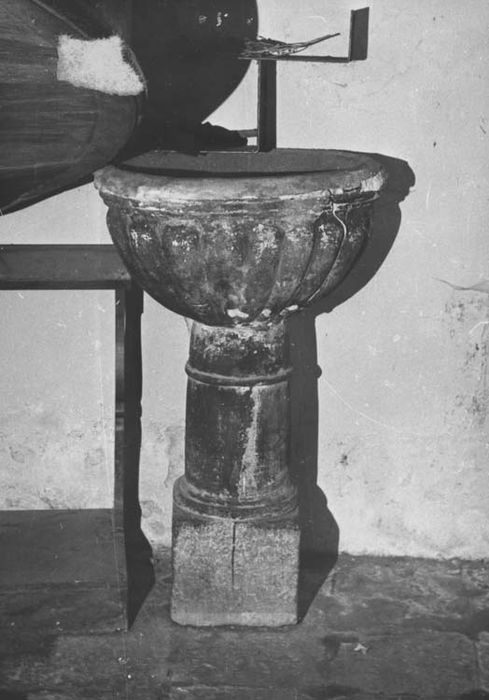
Weihwasserbecken aus dem 18. Jahrhundert in der Kirche St-Laurent

- Monuments historiques (Objekte) in Le Gua (Charente-Maritime) in der Base Palissy des französischen Kultusministeriums

Siehe auch: Weihwasserbecken Le Gua (Charente-Maritime)